# Lorraine Eason
Lorraine Eason (née le 27 août 1904  à Norfolk, en Virginie, États-Unis, et décédée le 24 octobre 1986 à Thomasville en Géorgie)  est une actrice du cinéma muet. 

## Biographie
Le nom de Lorraine Eason est mentionné dans la biographie de Thelma Todd (The Life and Death of Thelma Todd, 2012) par William Donati, parmi les dix-neuf élèves de la première promotion de la Paramount Acting School dirigée par Jesse L. Lasky ayant ouvert ses portes à Astoria en juillet 1925. D'après la même source, elle aurait quitté l'établissement peu après, ne supportant pas l'ambiance monastique qui y régnait.
Elle remporte un concours du magazine Photoplay dont l'éditeur James Quirk aide à lancer sa carrière au cinéma. Elle figura dans 40 films entre 1923 et 1928. En 1933, Lorraine Eason épouse Harold A. White (1894-1973), la star du football de l'Université de Syracuse. Elle repose au Laurel Hill Cemetery de Thomasville.

## Filmographie partielle
- 1923 : The Temple of Venus, de Henry Otto : Echo[5]
- 1924 : Circus Lure, de Frank S. Mattison[6]
- 1924 : The Border Rider, de Frederick Reel[7]
- 1925 : L'Indomptable Diavolo (The Fighting Demon) d'Arthur Rosson : Dolores Darcy[8],[9]
- 1926 : The Grey Devil, de Bennett Cohen[10]
- 1926 : We're in the Navy Now, de A. Edward Sutherland : Madelyn Phillips[11]
- 1927 : The Swift Shadow, de Jerome Storm[12]
- 1927 : Are Brunettes Safe?, de James Parrott : sœur de Bud Gordon[13]